# Kevin Gausman
Kevin John Gausman (Centennial, 6 gennaio 1991) è un giocatore di baseball statunitense, lanciatore partente per i Toronto Blue Jays della Major League Baseball.

## Carriera
Scelto al 6º giro del draft del 2010 dai Los Angeles Dodgers, preferì frequentare la Louisiana State University (LSU) e successivamente dichiararsi nuovamente eleggibile per il draft.
Fu selezionato nel 2012 come quarta scelta assoluta dai Baltimore Orioles soprattutto grazie alla sua performance con la LSU nel suo ultimo anno di università che gli valse il premio All-American Baseball.
Il 13 luglio 2012 ha firmato con gli Orioles un contratto da  $4.32 milioni di dollari.. Nella stagione 2012 ha giocato nella Minor League Baseball (MiLB) in squadre affiliate ai Baltimore Orioles.
Nel 2013 ha partecipato allo spring training degli Orioles. Gausman ha debuttato in MLB il 23 maggio 2013, al Rogers Centre di Toronto, contro i Toronto Blue Jays.
Il 31 luglio 2018, Gausman fu scambiato assieme a Darren O'Day, con gli Atlanta Braves in cambio dei giocatori di minor league Brett Cumberland, Jean Carlos Encarnacion, Evan Phillips e Bruce Zimmermann.
Il 5 agosto 2019, i Cincinnati Reds prelevarono Gausman dalla lista dei trasferimenti dei Braves. Gausman completò la stagione con i Reds nel ruolo di lanciatore di rilievo.
Divenuto free agent dopo la conclusione della stagione, Gausman firmò il 10 dicembre 2019, un contratto di un anno con i San Francisco Giants. Rinnovò con la franchigia l'11 novembre 2020, con un contratto di un anno del valore di 18.9 milioni di dollari.

## Palmares
- MLB All-Star: 1

2021
- Lanciatore del mese: 1

NL: maggio 2021